# Jonsereds Fabrikers

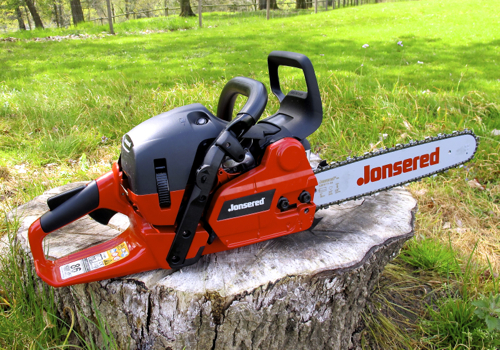
Motorsäge von Jonsered

Die Jonsereds Fabrikers AB (ab 1975 Jonsereds AB) ist ein ehemaliges schwedisches Unternehmen. Die in Jonsered ansässige Firma existierte von 1833 bis 1979. Der Markenname Jonsered wurde bis Ende 2020 unter anderem für Motorsägen benutzt und war ein Teil des Husqvarna Konzernes.

## Geschichte
Der Ort Jonsered war ab den 1830er Jahren ein bedeutender Textilstandort, als der Schotte William Gibson die Jonsereds Fabrikers AB zur Segeltuchfabrikation und als Spinnerei gründete. 1872 wurde die Fabrik in eine Aktiengesellschaft umgewandelt. Die Familie Gibson führte das Unternehmen bis in die 1920er Jahre und blieb bis 1978 im Vorstand.
Das Unternehmen weitete seine Produktion auf Tischler-, Forstwirtschaftsgeräte und Feuerwehrschläuche aus. 1954 folgte die erste Motorsäge, „Raket“ und Jonsered etablierte sich auf dem Weltmarkt mit den USA als wichtigsten Markt. 1960 kam der erste Forstkran auf dem Markt. In den frühen 1970er Jahren wurde die Textilsparte aufgegeben und das Unternehmen bestand aus den vier Teilen: Motorsäge, Forstkräne, Persenninge und Tischlergeräte. 1975 wurde das Unternehmen von Asken übernommen. 1979 wurde die Jonsereds AB von Electrolux übernommen, wobei die Motorsägenherstellung mit den Konkurrenten Partner und Husqvarna zusammengelegt wurde und seit 2006 zu Husqvarna gehört. Electrolux verkaufte die Tischlergeräte an Kockums und die Forstkräne an Hiab. Die Sparte Persenning firmiert heute als Hallbyggarna-Jonsereds.
Mit dem 31. Dezember 2020 lief der Warenname Jonsered für Wald- und Gartenmaschinen aus.

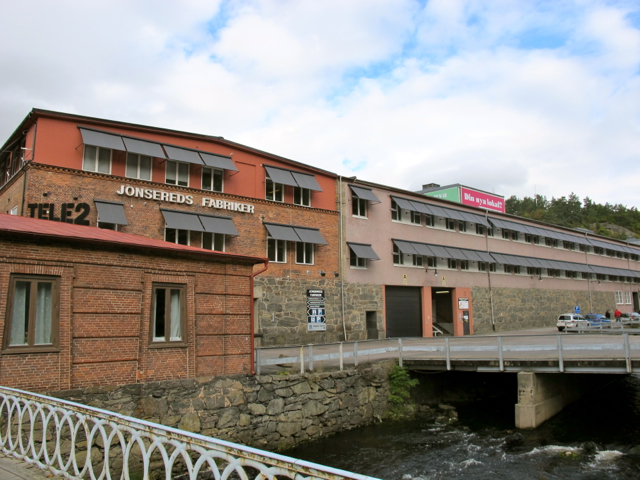
Jonsereds Fabrik
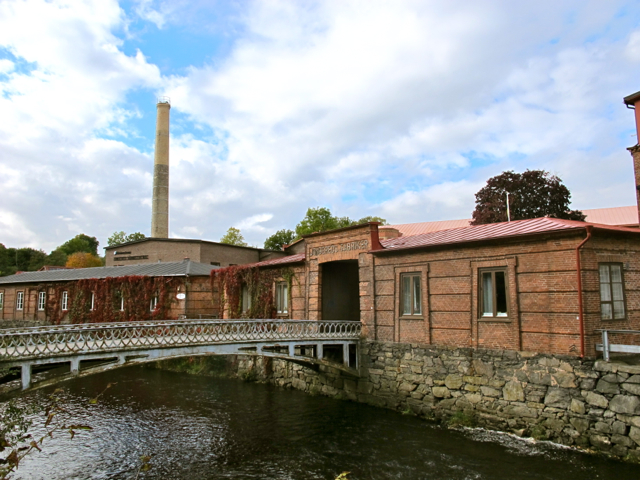
Das alte Werkstor
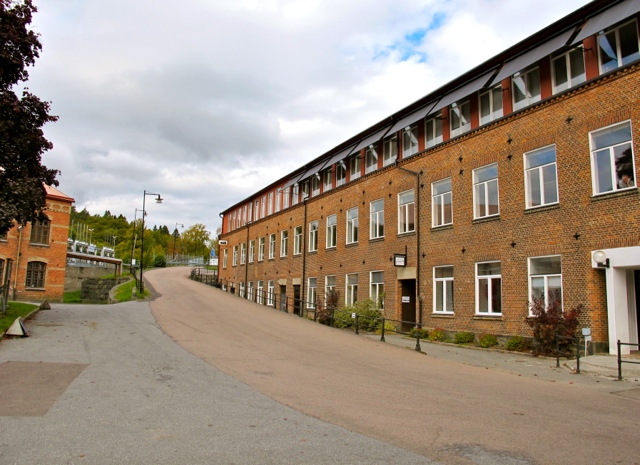
Die ehemalige Hauptverwaltung